# Chef d'état-major des armées (Guinée)
Pour CEMA, voir Chef d'État-Major des armées.
Le chef d'État-Major des armées guinéen (CEMA), est sous l'autorité du président de la république de Guinée. Il est le supérieur de tous les autres chefs d'état-major des différentes armées (Terre, Air, Mer, haut commandement de la gendarmerie national).
Il est assisté d'un sous-chef d'État-major des armées.

## Liste des Chefs d’État-major des armées depuis 1960
| Force armée                                                                      | Portrait | Grade au moment de la prise de fonction | Chef d'État-Major      | Date             | Date             | Premier ministre                                         | Président de la République « Commandant en chef des armées » | décret de nomination |
| -------------------------------------------------------------------------------- | -------- | --------------------------------------- | ---------------------- | ---------------- | ---------------- | -------------------------------------------------------- | ------------------------------------------------------------ | -------------------- |
| Chef d'État-Major général des armées, président du comité des chefs d'état-major |          |                                         |                        |                  |                  |                                                          |                                                              |                      |
|                                                                                  |          | Général                                 | Noumandian Keita       | 1960             | 1971             | inexistant                                               | Ahmed Sékou Touré                                            | [ 1 ]                |
|                                                                                  |          | Général                                 | Namory Keita           | 1971             | 1977             | Louis Lansana Béavogui                                   | Ahmed Sékou Touré                                            | [ 1 ]                |
|                                                                                  |          | Général                                 | Toya Condé             | 1977             | 1984             | Louis Lansana Béavogui                                   | Ahmed Sékou Touré                                            | [ 1 ]                |
|                                                                                  |          | Chef de bataillon                       | Ousmane Sow            | 1984             | 1986             | Diarra Traoré                                            | Lansana Conté                                                | [ 1 ]                |
|                                                                                  |          | Chef de bataillon                       | Abou Camara            | 1986             | 1988             | vacant                                                   | Lansana Conté                                                | [ 1 ]                |
|                                                                                  |          | Colonel                                 | Finando Tiany          | 1988             | 1992             | vacant                                                   | Lansana Conté                                                | [ 1 ]                |
|                                                                                  |          | Capitaine de vaisseau                   | Sanoussy Condé         | 1992             | 1995             | vacant                                                   | Lansana Conté                                                | [ 1 ]                |
|                                                                                  |          | Colonel                                 | Oumar Soumah           | 1995             | 1996             | vacant                                                   | Lansana Conté                                                | [ 1 ]                |
|                                                                                  |          | Colonel                                 | Ibrahima Sory Diallo   | 1996             | 2000             | Sidya Touré Lamine Sidimé                                | Lansana Conté                                                | [ 1 ]                |
|                                                                                  |          | Général                                 | Kerfala Camara         | 2000             | 2007             | Lamine Sidimé François Louceny Fall Cellou Dalein Diallo | Lansana Conté                                                | [ 1 ]                |
|                                                                                  |          | Général                                 | Arafan Camara          | 2007             | 2007             | Eugène Camara                                            | Lansana Conté                                                | [ 1 ]                |
|                                                                                  |          | Général                                 | Diarra Camara          | 2007             | 2008             | Lansana Kouyaté                                          | Lansana Conté                                                | [ 1 ]                |
|                                                                                  |          | Colonel                                 | Oumar Soumah           | 2008             | 2010             | Ahmed Tidiane Souaré                                     | Moussa Dadis Camara                                          | [ 2 ]                |
|                                                                                  |          | Général                                 | Oumar Sanoh            | 2010             | 2010             | Kabiné Komara                                            | Moussa Dadis Camara                                          |                      |
|                                                                                  |          | Général                                 | Nouhou Thiam           | 2010             | 2010             | Jean-Marie Doré                                          | Sékouba Konaté                                               |                      |
|                                                                                  |          | Général de brigade                      | Namory Traoré          | 27 novembre 2010 | 5 septembre 2021 | Mohamed Saïd Fofana Mamady Youla Ibrahima Kassory Fofana | Alpha Condé                                                  | [ 3 ]                |
|                                                                                  |          | Colonel                                 | Sidiba Koulibaly       | 12 octobre 2021  | 9 mai 2023       | Mohamed Béavogui Bernard Goumou                          | Mamadi Doumbouya                                             | [ 4 ]                |
|                                                                                  |          | Général de division                     | Ibrahima Sory Bangoura | 9 mai 2023       | En cours         | Bernard Goumou Bah Oury                                  | Mamadi Doumbouya                                             | [ 5 ]                |